# Lemucaguin
Lemucaguin (Andalicán, ... – Quiapo, 13 dicembre 1558) è stato un militare nativo americano che succedette a Turcupichun come toqui dei Moluche Butalmapu a nord del fiume Bío Bío, nel 1558.

## Biografia
Organizzò un distaccamento di archibugieri con le armi catturate durante la battaglia di Marihueñu. Proseguì la guerra contro García Hurtado de Mendoza dopo l'esecuzione di Caupolicán e Turcupichun. Stabilì alcuni pucará a Quiapo ed in altri luoghi per bloccare agli spagnoli l'accesso ad Arauco. Fu il primo toqui ad usare armi da fuoco ed artiglieria, e lo fece nella battaglia di Quiapo Fu però ucciso durante questa battaglia e sostituito da Illangulién. Lo storico Juan Ignacio Molina chiama il toqui che comandò a Quiapo col nome di Caupolicán il Giovane, figlio del toqui giustiziato Caupolicán.